# Sledge
Sledge es un pueblo del Condado de Quitman, Misisipi, Estados Unidos. Según el censo de 2000 tenía una población de 529 habitantes y una densidad de población de 392.8 hab/km².

## Demografía
Según el censo de 2000, había 529 personas, 170 hogares y 133 familias residiendo en la localidad. La densidad de población era de 392,8 hab./km². Había 185 viviendas con una densidad media de 137,4 viviendas/km². El 23,25% de los habitantes eran blancos, el 75,99% afroamericanos y el 0,76% pertenecía a dos o más razas. El 1,13% de la población eran hispanos o latinos de cualquier raza.
Según el censo, de los 170 hogares en el 38,2% había menores de 18 años, el 43,5% pertenecía a parejas casadas, el 29,4% tenía a una mujer como cabeza de familia y el 21,2% no eran familias. El 20,0% de los hogares estaba compuesto por un único individuo y el 9,4% pertenecía a alguien mayor de 65 años viviendo solo. El tamaño promedio de los hogares era de 3,11 personas y el de las familias de 3,55.
La población estaba distribuida en un 30,6% de habitantes menores de 18 años, un 11,7% entre 18 y 24 años, un 28,7% de 25 a 44, un 18,0% de 45 a 64 y un 11,0% de 65 años o mayores. La media de edad era 31 años. Por cada 100 mujeres había 86,3 hombres. Por cada 100 mujeres de 18 años o más, había 72,3 hombres.
Los ingresos medios por hogar en la localidad eran de 27.500 dólares ($) y los ingresos medios por familia eran 30.139 $. Los hombres tenían unos ingresos medios de 23.750 $ frente a los 16.042 $ para las mujeres. La renta per cápita para la ciudad era de 11.569 $. El 24,7% de la población y el 23,1% de las familias estaban por debajo del umbral de pobreza. El 37,5% de los menores de 18 años y el 20,0% de los habitantes de 65 años o más vivían por debajo del umbral de pobreza.

## Geografía
Según la Oficina del Censo de los Estados Unidos, la localidad tiene un área total de 1,3 km², todos ellos correspondientes a tierra firme.